# San Ramón (Chile)
San Ramón es una comuna ubicada en el sector sur de la ciudad de Santiago, capital de Chile. Limita al norte con San Miguel, al este con La Granja, al oeste con La Cisterna y El Bosque  y al sur con La Pintana.
Con sus 7 kilómetros cuadrados, es la comuna de menor extensión territorial de Chile.

## Historia
La comuna de San Ramón fue creada por Decreto con Fuerza de Ley 1-2360 de marzo de 1981, emitido por la dictadura militar de Augusto Pinochet; mientras que su municipalidad fue establecida mediante el Decreto con Fuerza de Ley 1-18294 del 10 de julio de 1984, iniciando sus funciones el 22 de noviembre de 1984, siendo su primer alcalde don Jesús Antonio Cabedo Ibarra hasta el año 1992. Desprendida del territorio de La Granja con algunos espacios segregados de las comunas de San Miguel y de La Cisterna. Su nombre es en recuerdo al primer conjunto habitacional construido en el sector en el año 1943. 
El jueves 2 de abril de 1987 la comuna contó con la ilustre visita del papa Juan Pablo II quien dio un discurso en el Parque La Bandera cuando el parque era un erial, con el fin de acercarse a los pobladores más pobres de Santiago en la zona sur de la misma. Aquel momento estuvo marcado por intensas manifestaciones y la dura represión policial por parte de las fuerzas armadas, debido a la situación política que reinaba en el país, imágenes como francotiradores, se podían apreciar en los departamentos colindantes a dicho sitio baldío que años más tarde se convertiría en un rebosante parque.
El 25 de noviembre de 2005 se inauguró la Autopista Vespucio Sur la cual atraviesa la comuna de oriente a poniente. Luego, el 16 de agosto de 2006, se inaugura la Línea 4A del Metro de Santiago en el bandejón central de la autopista recién mencionada y contando con 2 estaciones, San Ramón y Santa Rosa en la comuna, esta última en el límite con la comuna de La Granja. Si bien esto significó una gran mejoría en la infraestructura de la comuna, surgió la polémica acerca del diseño en superficie implementado, lo que divide geográficamente en dos la comuna, versus el diseño subterráneo construido en el sector oriente, y más rico de la ciudad.

## Medio ambiente

### Geomorfología y componentes abióticos

Trazado simplificado de los ecosistemas y cuerpos de agua presentes en la comuna de San Ramón.

La comuna de San Ramón se encuentra emplazada en la unidad geomorfológica de Cuenca de Santiago; y presenta según la clasificación climática de Köppen clima mediterráneo de lluvia invernal (Csb). Esta además se halla en la cuenca hidrográfica de río Maipo. La comuna no posee cuerpos de agua.

### Componentes bióticos
Dentro del territorio de la comuna se podrían hallar los siguientes ecosistemas; sin embargo, debido a que la totalidad de su superficie se halla urbanizada, no existen vestigios de zonas naturales sin intervención humana:
- Bosque espinoso mediterráneo andino donde predominan Acacia caven y Baccharis paniculata (Vulnerable)
- Bosque espinoso mediterráneo interior donde predominan Acacia caven y Prosopis chilensis (Vulnerable)

### Medidas de protección ambiental y conflictos socioambientales
Hasta 2022, la comuna de San Ramón no cuenta con áreas territoriales destinadas a la protección ambiental:

### Áreas verdes

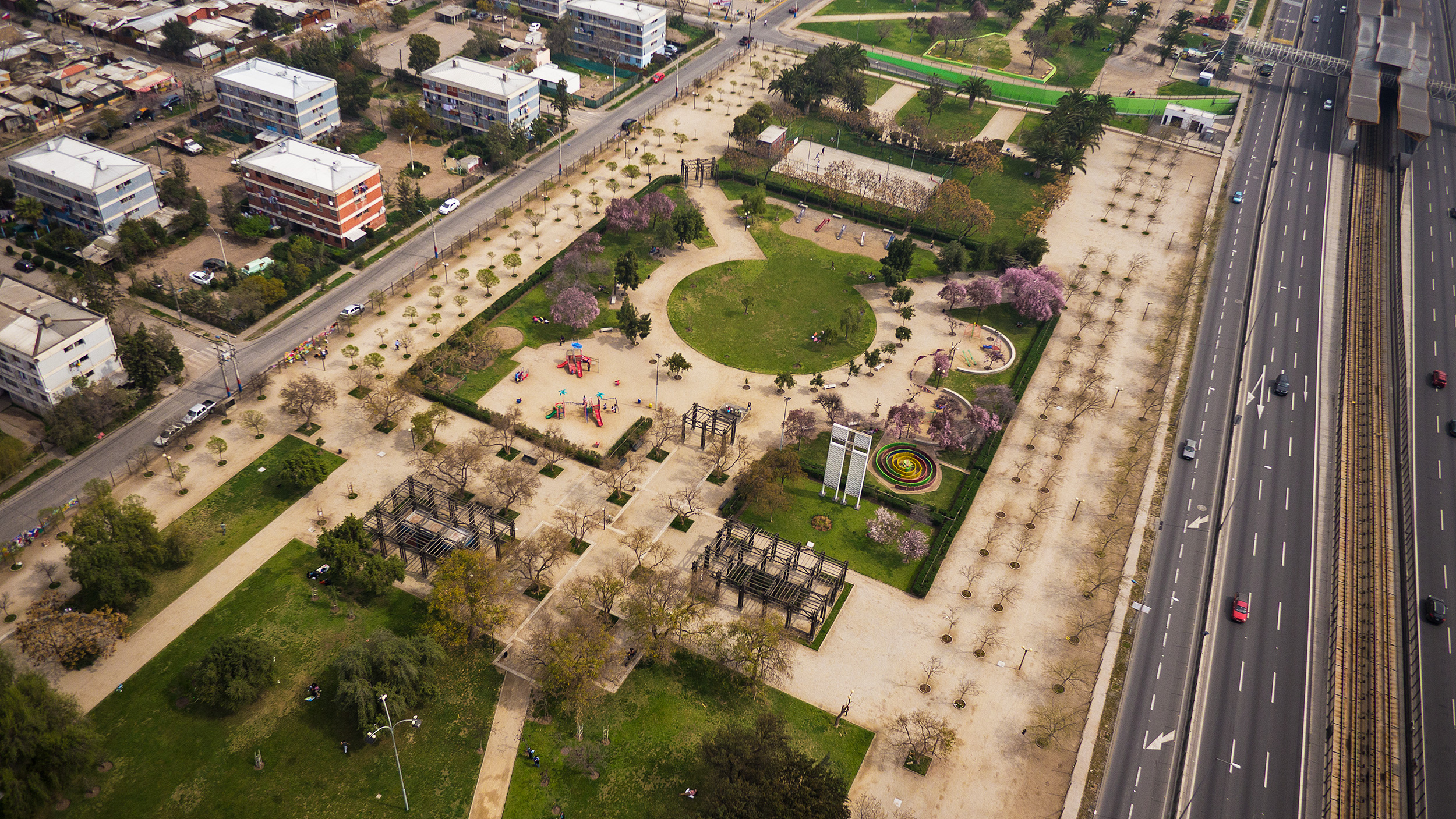
Parque La Bandera

La comuna cuenta con una red de más de 220 000 m² de áreas verdes que equivalen a un promedio de 3,35 m² de áreas verdes por habitante Las principales áreas verdes de la comuna son las siguientes:
- Parque La Bandera ubicado al lado sur de la Avenida Circunvalación Américo Vespucio
- Plaza Mayor de San Ramón ubicada frente a la municipalidad de la comuna.
- Parque La Reforma: compartido con la vecina comuna de La Cisterna, se ubica en el bandejón de la Avenida Fernández Albano entre Gran Avenida y Avenida Santa Rosa.
- Parque Vicuña Mackenna: ubicado en Av. Santa Rosa esquina Vicuña Mackenna
- Parque Combate de Angamos: ubicado en Av. Santa Rosa entre Alpatacal y Riquelme
- Red comunal de plazas, plazuelas, paseos peatonales y jardines.

## Demografía
La comuna tenía según el censo de 2002 una población de 94 906 habitantes y una densidad de 14 600,92 hab./km², lo que la convertía en la segunda comuna más densamente poblada de Santiago y de Chile (por detrás de Lo Prado). Posteriormente cursó con una disminución progresiva de la población, llegando para el censo del 2017 a una población estimada de 82 900 habitantes.

### Barrios
Las siguientes poblaciones y villas conforman los barrios de la comuna:
- Barrio Modelo
- Barrio Villa Blanca
- Barrio Los Prunos
- Barrio Fernández Albano
  - Villa Santa Isabel
  - Villa Jorge Prat Echaurren
- Barrio San Ramón
- Población Alto Palena
- Población Paraguay
- Población Libertad
- Población La Bandera
  - Villa Carlos Cortés
  - Villa General Körner
  - Villa Casas Blancas
- Villa Concilio Vaticano II
- Villa Obispo Berríos
- Villa Combate de Angamos
- Villa Manuel Rengifo
- Villa La Cultura
  - Villa Millaray

## Administración

### Municipalidad

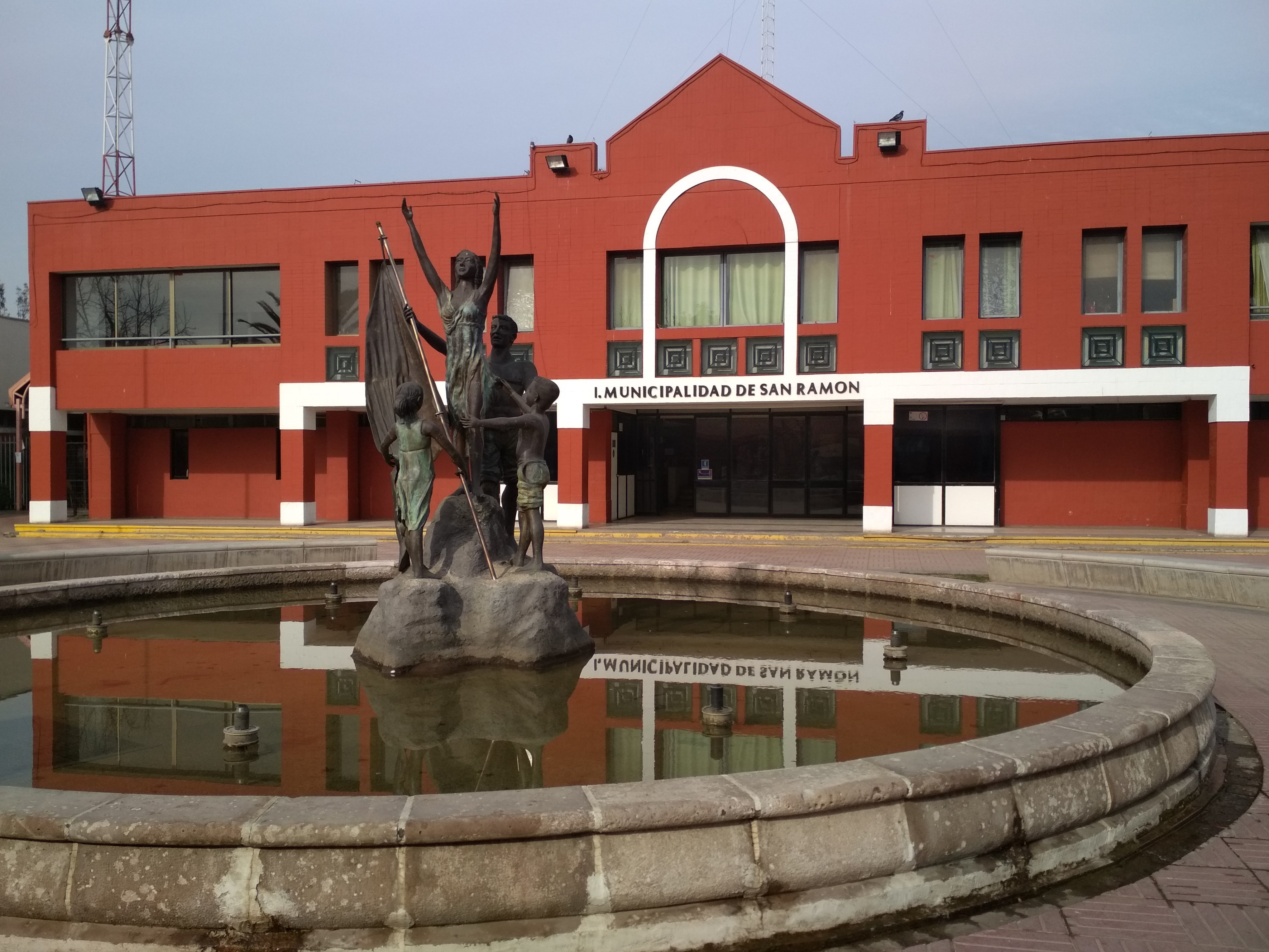
Edificio consistorial de San Ramón.

La Municipalidad de San Ramón para el periodo 2024-2028 es dirigida por el alcalde Gustavo Eduardo Toro Quintana (Partido Demócrata Cristiano - Unidos Por la Dignidad) y el concejo municipal conformado por los concejales:
- Cristóbal Escobar Salinas (RN)
- Mario Alarcón León (REP)
- Maricel Araya Peñaloza Ind-(DC)
- Fidel Contreras Céspedes (PPD)
- Claudio Tapia Díaz (PAVP)
- Fidel Castro Solís (PH)
- Estefany Ñanculef Beltrán IND - (FA)
- Jacqueline Sandoval Rozas (PC)

### Representación parlamentaria
San Ramón forma parte de la Circunscripción Senatorial VII y del Distrito Electoral 13. Es representada en la Cámara de Diputados del Congreso Nacional por los siguientes diputados:
- Cristhian Moreira Barros (Unión Demócrata Independiente)
- Eduardo Durán Salinas (Renovación Nacional)
- Daniel Melo Contreras (Partido Socialista de Chile)
- Gael Fernanda Yeomans Araya (Partido Frente Amplio)
- Lorena Pizarro Sierra (Partido Comunista de Chile)

En el Senado, la representan:
- Manuel José Ossandón Irarrázabal (Renovación Nacional)
- Luciano Cruz-Coke Carvallo (Evolución Política)
- Rojo Edwards Silva (Partido Social Cristiano)
- Claudia Pascual Grau (Partido Comunista de Chile)
- Fabiola Campillai Rojas (Independiente)

## Economía
En 2018, la cantidad de empresas registradas en San Ramón fue de 855. El Índice de Complejidad Económica (ECI) en el mismo año fue de 1,35, mientras que las actividades económicas con mayor índice de Ventaja Comparativa Revelada (RCA) fueron Administración de Mercados Financieros (242,24), Fundición de Metales no Ferrosos (99,24) y Venta al por Mayor de Combustibles Líquidos (58,33).

## Servicios
La comuna cuenta con un variado equipamiento comunal.

### Educación
La Municipalidad de San Ramón administra un total de 12 establecimientos educacionales municipales que cubren enseñanza de nivel básico y medio.
Por otro lado existen decenas de establecimientos educacionales de dependencia particular subvencionada en la comuna que también cubren el ciclo de enseñanza básico y medio (tanto técnico profesional como científico humanista).

### Salud
La comuna es atendida por el Servicio de Salud Metropolitano Sur Oriente (SSMSO), que abarca los siguientes establecimientos de salud:
- Hospital Padre Hurtado
- Cesfam Gabriela Mistral
- Cesfam La Bandera
- Cesfam Salvador Allende
- Cecosf Modelo

### Deportes
- Estadio Municipal de San Ramón cuenta con capacidad para 1000 espectadores y es habitualmente utilizado por el club Municipal Santiago en el torneo de la Tercera División A de Chile. El año 2012 se inauguró la actual cancha de césped sintético y la iluminación artificial.
- Centro Deportivo Integral de San Ramón: abarca un edificio polideportivo de 3200 metros cuadrados, el cual puede albergar diversas disciplinas deportivas de manera simultánea, además de una cancha de fútbol de pasto sintético. La edificación está ubicada en el sector poniente del Parque La Bandera. Inaugurado el año 2017.
- Gimnasio Municipal Doñihue: Principal recinto deportivo cerrado de la comuna, ubicado en Avenida Santa Rosa esquina Doñihue.
- Cancha General Latorre: cancha de fútbol de césped sintético ubicada en General Latorre esquina Sargento Candelaria, Población La Bandera

## Cultura

### Religiosos
Los principales templos católicos y evangélicos de la comuna son los siguientes:
- Santuario Parroquia de la Inmaculada Concepción
- Parroquia Santo Domingo Savio
- Parroquia Jesús Señor de la Vida
- Parroquia Nuestra Señora de los Parrales
- Parroquia San Antonio de Padua
- Templo Iglesia Metodista Pentecostal de Chile San Ramón
- Templo Iglesia Metodista Pentecostal de Chile San Ramón (Clase La Bandera)

## Lugares de interés
En la comuna se pueden encontrar 3 hitos urbanos reconocibles:
- Parque La Bandera ubicado al lado sur de la Avenida Circunvalación Américo Vespucio
- Santuario Parroquia de la Inmaculada Concepción iglesia ubicada en el Paradero 25 de Avenida Santa Rosa
- Hospital Padre Hurtado hospital ubicado a la altura del paradero 28 de Avenida Santa Rosa.

## Transporte

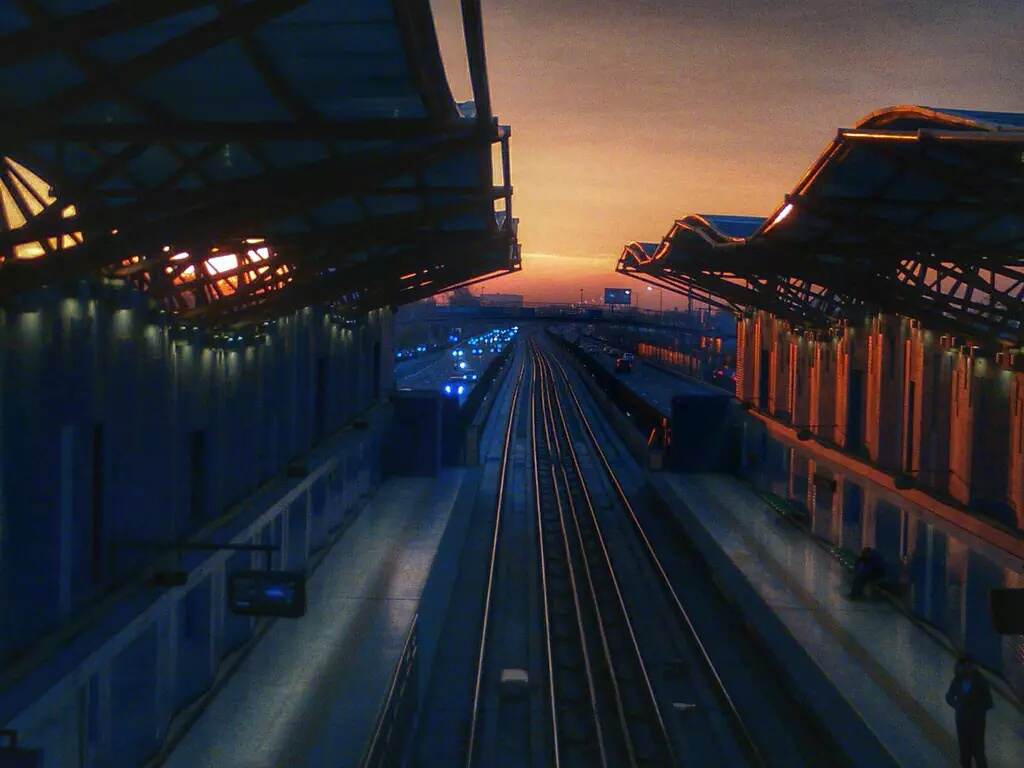
Estación de Metro San Ramón

La comuna es atravesada por la Avenida Circunvalación Américo Vespucio, autopista concesionada (correspondiente al paradero 25 de Avenida Santa Rosa), a cuyo costado sur y a todo lo ancho de la comuna, se extiende el Parque La Bandera.
A lo largo de la misma Avenida Circunvalación Américo Vespucio se extiende la Línea 4A del Metro de Santiago, que comunica La Cisterna con La Florida. Se encuentran 2 estaciones de la Línea 4A del Metro de Santiago en la comuna:
- : San Ramón • Santa Rosa

Además se está estudiando la construcción de la nueva  línea  del Metro de Santiago para el año 2028. 
San Ramón junto a las comunas La Cisterna, La Pintana, El Bosque y San Bernardo formaba parte de la Zona G del Transantiago.